# NGC 6874
NGC 6874 је расејано звездано јато у сазвежђу Лабуд које се налази на NGC листи објеката дубоког неба.
Деклинација објекта је + 38° 14' 0" а ректасцензија 20h 7m 48,0s. Привидна величина (магнитуда) објекта NGC 6874 износи 11,7. NGC 6874 је још познат и под ознакама OCL 157.1, *Grp ?.